# Гелык, Пётр Фомич
Пётр Фомич Гелык — советский хозяйственный и государственный деятель, лауреат Государственной премии СССР за выдающиеся достижения в труде.

## Биография
Родился в 1927 году на территории современного Городокского района Хмельницкой области. Член КПСС.
В 1950—2001 годах — завторг сельпо, прицепщик, тракторист колхоза «Украина» Городокского района Хмельницкой области Украинской ССР.
За получение высоких и устойчивых урожаев зерновых и крупяных культур на основе эффективного использования достижений науки, техники и передовой практики был в составе коллектива удостоен Государственной премии СССР за выдающиеся достижения в труде 1979 года.
Умер в деревне Лисоводы после 2011 года.

## Награды
- Орден Ленина
- Орден Октябрьской Революции
- Орден Трудового Красного Знамени